# Красный Броневик
Красный Броневик — деревня в Большедворском сельском поселении Бокситогорского района Ленинградской области.

## Название
Существует легенда, что в революционные годы для разгона монахов Антониево-Дымского монастыря был пригнан броневик, в честь которого и переименовали деревню Дымская, однако документальных подтверждений существования броневика и деревни Дымская не имеется.

## История
Монастырь Антония Дымского упоминается на специальной карте западной части России Ф. Ф. Шуберта 1844 года.

АНТОНИЕВ ДЫМСКИЙ — заштатный Тихвинский монастырь, прихода Тихвинского Введенского монастыря. Озеро Дымское. 

Строений — 12, в том числе жилых — 7. Число жителей по приходским сведениям 1879 г.: 30 м. п., 3 ж. п.

В конце XIX века деревня административно относилась к Большедворской волости 3-го стана, в начале XX века — к Большедворской волости 3-го земского участка 1-го стана Тихвинского уезда Новгородской губернии.

АНТОНИЕВ ДЫМСКИЙ — монастырь на монастырской земле при озере Дымское, число дворов — 1, число домов — 7, число жителей: 50 м. п.; 

Церковь, церковно-приходская школа, ярмарка 24 июня. (1910 год)

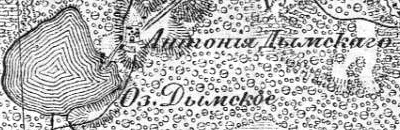
Земли деревни Красный Броневик на карте 1913 года

Согласно карте Новгородской губернии 1913 года, на месте современной деревни находился монастырь Антония Дымского.
По данным 1933 года, ни посёлка Красный Броневик, ни деревни Дымская в составе Тихвинского района не значилось.
По данным 1966 и 1973 годов посёлок Красный Броневик входил в состав Галичского сельсовета.
По данным 1990 года посёлок Красный Броневик входил в состав Большедворского сельсовета.
В 1997 году в посёлке Красный Броневик Большедворской волости проживали 10 человек, в 2002 году — 1 человек (белорус).
В 2007 году в посёлке Красный Броневик Большедворского СП — также 1 человек.
13 октября 2014 года был принят областной закон № 64-оз об изменении категории населённого пункта Красный Броневик — посёлок, в деревню.

## География
Деревня расположена в северо-западной части района к югу от автодороги А114 (Новая Ладога — Вологда).
Расстояние до административного центра поселения — 13 км.
Расстояние до ближайшей железнодорожной платформы Дыми — 7 км.
Деревня находится на северо-восточном берегу Дымского озера.

## Демография
| 1997 | 1910 | 1997 | 2002 | 2007 | 2010 | 2017 |
| ---- | ---- | ---- | ---- | ---- | ---- | ---- |
| 100  | ↘50  | ↘10  | ↘1   | →1   | ↗10  | ↘1   |

## Антониево-Дымский монастырь
В деревне находится комплекс Антониево-Дымского монастыря, который по преданию был основан около 1200 года преподобным Антонием Дымским, а официальный статус обрел позднее с пожалованием грамоты великим князем Александром Невским. 
В XIX веке монастырь обновили, возвели множество каменных построек, но в 1919 году он был упразднён. 
Возрождением монастыря началось в 1994 году, в 1997 году было подписано решение о передаче строений Русской православной церкви. Сюда были перенесены мощи Преподобного Антония из Успенского собора Большого Тихвинского монастыря.